# Sabana inundada
Las sabanas y praderas inundadas son un bioma conformado por pantanos herbáceos. Son pastizales de clima generalmente tropical o subtropical, a veces templado, que está inundado estacional o permanentemente.
Se caracteriza por una humedad elevada, temperatura cálida y suelos muy ricos en nutrientes ubicados en templados a tropicales, especialmente zonas de pastizales, sabanas y humedales. Es uno de los catorce biomas en los que el WWF clasifica las ecorregiones terrestres. 
Los herbazales inundados son generalmente los mayores complejos de cada región. Algunas regiones importantes son:
- El Pantanal: En Sudamérica, es uno de los mayores humedales de la Tierra, con más de 260 especies de peces, 700 aves, 90 mamíferos, 160 reptiles, anfibios, 1.000 mariposas y 1.600 especies de plantas.[1]

- Los Everglades: En La Florida, tiene un sustrato de piedra caliza y cuentan con unas 11 000 especies de plantas con semilla, 25 variedades de orquídeas, 300 especies de aves y 150 de peces.

- Dambo y Zambeze: Se sitúan en la sabana africana, con predominio de herbazales y juncos.
- La Mojana: situada en el Caribe colombiano.